# Carolyn Shoemaker
Carolyn Jean Spellmann Shoemaker (Gallup, Új-Mexikó, 1929. június 24. – 2021. augusztus 13.) amerikai csillagász, a Shoemaker–Levy 9 üstökös társfelfedezője, a híres geológus-csillagász, Eugene Merle Shoemaker özvegye.

## Munkássága
Shoemaker tartja az egy ember által felfedezett legtöbb üstökös rekordját. Csillagászati pályafutását 51 évesen, 1980-ban kezdte a Caltechnél és a Palomar Obszervatóriumban, ahol a Föld pályáját keresztező üstökösök és kisbolygók felkutatásával foglalkozott.
A 80-as és 1990-es években Shoemaker a Palomar széles látószögű teleszkópjával készült filmeket használt és egy sztereoszkóp segítségével igyekezett megtalálni a mozdulatlan csillagok alkotta háttérhez képest elmozduló objektumokat.
2002-ig Shoemaker 32 üstököst és több mint 800 aszteroidát fedezett fel (beleértve azokat is, amelyek még nem kaptak számot). Az arizonai Flagstaffban található Northern Arizona University díszdoktori címet adományozott neki, a NASA a Kivételes Tudományos Eredmény Medáljával tüntette ki 1996-ban. Ő és férje 1998-ban megkapta a James Craig Watson-érmet.